# Хасания (медресе)
Хасания́ (тат. Хәсәния, баш. Хәсәниә) — медресе, среднее учебное заведение, действовавшее при Третьей соборной мечети Уфы (Башкортостан, Россия).

## История
Медресе «Хасания» было открыто в 1903 году при Третьей Уфимской соборной мечети. Основателем и инициатором создания медресе является ахун Мухаммедсабир аль-Хасани, в честь которого оно было названо.
Медресе «Хасания» было подчинено Оренбургского магометанского духовного собрания и содержалось на частные пожертвования.
С 1905 года программа обучения в медресе основывался на новометодной системе преподавания. По мнению А. М. Муслимова, медресе «Хасания» наряду с другими уфимскими медресе «Усмания» и «Галия», прославилась на всю Россию лучшей постановкой образовательного процесса и демократичностью внутренних порядков.
В 1920 году медресе «Хасания» было закрыто, а на его базе открыта школа первой ступени.
Ныне здание медресе, которое находится по адресу улица Лесопильная, д. 34, является памятником истории и архитектуры. Ранее в нём располагались детская спортивная школа и библиотека.
В настоящее время находится под угрозой сноса вместе со зданием 3-й соборной мечети. В 2018 году здание медресе включено в единый государственный реестр объектов культурного наследия народов Российской Федерации.

## Обучение
Обучение в медресе было бесплатным. В медресе принимались лица мужского пола от 7—10 лет. Продолжительность обучения составляла 7 лет (4-годичные подготовительные и 3-годичные основные отделения).
В образовательную программу медресе «Хасания» вместе с богословскими дисциплинами входили арабский язык, язык тюрки, география, история, математика, анатомия и другие.
Среди выпускников медресе наиболее известен Наки Исанбет.

### Преподаватели
- имам и мударрис ахун Мухаммедсабир Мухаммедзян улы Хасанов (с 1903 года).
- А. В. Яфаев.